# 光岡・ヒミコ
ヒミコ（卑弥呼、Himiko）は、光岡自動車が販売する2人乗りのオープンカー型乗用車である。マツダ・ロードスターをベースに、前後の外装を光岡自動車の特徴であるクラシックカー風のデザインへと変更している。キャッチコピーは「宝石すら、嫉妬する。」。

## 初代（NCEC改型 2008年-2018年）
2008年12月3日に発表され、翌4日よりインターネットによる予約が開始された。2006年に発表したオロチに比べて女性的な優美さを強調し、主に女性顧客の需要をターゲットとした。
3代目（NC型）ロードスターのパワーリトラクタブルハードトップ (RHT) をベースに開発された。LF-VE型2.0L直4エンジンなど主要メカニズムはベース車と共通だが、よりバランスの取れたプロポーションを目指すためNCプラットフォームをベースに前方にホイールベースを700mm延長し（手法としてはかつてのラ・セードと同じ）、フロントオーバーハングを560mmまで短縮している。ロードスターの完成車両を広島のマツダ宇品第1工場より輸送した後、ボディの内外装を分解し、1台1台の手作業によりカスタマイズする方法が採られている。
エクステリアに関しては大蛇を手がけた青木孝憲がデザイン。フロントマスクからリヤフェンダーにつながる大きな波を特徴としていて、「豪華客船が大海を進む瞬間」をイメージしているという。架装作業は全て手作業のため月産3～4台ほどとなり、2009年は35台の販売を予定し、輸出仕様として左ハンドルも設定される。グレードはStandard、Premium、Hi Premiumの3種が用意される。
2009年9月16日、5MT車およびソフトトップモデルが追加された。2009年12月、アメリカのギターメーカーであるリッケンバッカーとのコラボレーションによる「リッケンバッカー・プロジェクト」の第一弾として、｢ヒミコ・リッケンバッカー｣が限定5台を予約販売。同時に発売されるオロチと同様、リッケンバッカーのギターのヘッドを模したエンブレムや、シートにギターの弦とパーツをデザインしたステッチをあしらう等の特別な仕様を盛り込んだものとなっている。
2010年7月、特別仕様車「Classic（クラシック）」が発売された（限定20台）。黒と赤の２トーンカラーのほか、内装の意匠などが専用となる。
2011年10月、一部改良が行われた。グレード体系が見直され、ソフトトップモデルは「GUILTY」（ギルティ、5MTのみ）、ハードトップモデルは「ARDOR」（アルドール、6ATのみ）となった。6MT車およびソフトトップのAT車を廃止。
2012年12月12日、マイナーチェンジが行われた（販売は12月13日から）。新色のボディカラー「ウィッチパープルパール」を設定し、全4色（メーカーオプションのボディカラーも含めると全34色）を設定する。インテリアは、デコレーションパネルのカラーを変更。「GUILTY」では、アルミホイールのカラーをガンメタリックに変更したり、メーターフードの小型化、メーターリングのカラーをダークグレーに変更。「ARDOR」では、ステアリングホイールベゼルのカラーをダークグレーに変更。「ARDOR 本革パッケージ」は、「ARDOR」の変更に加え、本革のカラーをタンに変更したりと、意匠的な変更がおもに行われた。そのほかに、「ARDOR」をベースに、専用のハウンドトゥース（千鳥格子）柄シートや、専用ピアノブラック調デコレーションパネル・シフトゲート・左右ドア内ドリンクホルダー、トランクフードと左右フロントフェンダーに装着される専用エンブレムに加え、専用メッキモールディングと、マットアイスグレーの2トーンラッピングを特別装備したり、ボディカラーはホワイトパールを設定した特別仕様車「Himiko monochrome」を発表し、販売開始した。
2013年11月14日、マイナーチェンジが行われた（販売は同月15日から）。全車のボディカラーに新しく「シャンパンシルバー」を設定し、全5色（メーカーオプションのボディカラーも含めると全35色）を設定する。また、「ARDOR」には、ステアリングスイッチを標準装備した。「GUILTY」は廃止され、全車ハードトップ+6ATとなった。
2014年9月12日、伊勢丹とのコラボレーション企画として「ARDOR」をベースにした「ヒミコ・クレイジータイマー」が限定20台で発売。ボディカラーは専用の「ネオングリーンパール」で、内外装には「伊勢丹タータン」が随所に散りばめられている。2014年12月、同社におけるフラグシップカーであるオロチの販売終了に伴い、事実上、ヒミコが同社におけるフラグシップカーに昇格した形となった。
2015年4月、ベース車両である3代目ロードスターが製造終了した（なお、ロードスターは翌月より4代目に移行）。2015年6月より「Mitsuoka Roadster」の名で英国で販売開始された。
2017年9月2日、特別仕様車、乱（ラン）が発売された（限定4台）。日本古来の「武の美」をテーマとした専用のボディカラーと内装、アルミホイール等を装備。

## 2代目（ND5RC改型 2018年-）
2018年2月22日、フルモデルチェンジが発表され、翌23日から発売された。ベース車両は4代目（ND型）ロードスターとなった。ボディはソフトトップのみとなり、6速MTと6速ATが設定される。同年12月には、30の外装色がオプションで選択できるようになった。

## 車名の由来
車名は邪馬台国の女王・卑弥呼に由来する。